# قتل المستوطنين الإسرائيليين الثلاثة 2014
في 12 يونيو/حزيران 2014 اختفى ثلاثة مستوطنين إسرائيليين في جنوب الضفة الغربية المحتلة والتي عرفت فلسطينياً بعملية الخليل حيث تفترض إسرائيل أنهم قد خطفوا على أيدي حركة حماس، ويعتقد بأن الاختفاء مرتبط بشكل مباشر بإضراب الأسرى الإداريين في السجون الإسرائيلية فيوم الاختفاء كان هو اليوم الخمسين لإضراب قرابة 300 معتقل عن الطعام ويحتضر بعضهم في المستشفيات وكذلك إصرار إسرائيل على عدم إطلاق سراح الأسرى الفلسطينيين، وبعضهم بالسجون منذ عشرات السنين.
في مساء الأثنين 30 يوينو/حزيران عُثِر على جثث المستوطنين الثلاثة بعد 18 يوما في مغارة قرب حلحول شمالي الخليل. وكان الجيش قد شن عملية عسكرية قتل خلالها سبعة على الأقل، من بينهم طفل من شعفاط خطف وقتل على أيدي ثلاثة مستوطنين.
بعد مرور عدة أسابيع على العثور على الجثث بثت القناة الثانية شبه الرسمية في تلفزيون «زد دي إف» الألماني تقريراً عن الحادثة حيث ذكر التقرير بأن الشرطة وأجهزة الاستخبارات الإسرائيلية عرفتا بعد وقت قليل من وقوع الحادثة أن الأمر يتعلق بعملية قتل وليس باختطاف، وأن رسالة استغاثة مسجلة تلقتها الشرطة الإسرائيلية من أحد المستوطنين الثلاثة سُمع فيها أمر بخفض الرؤوس أعقبه إطلاق عشر رصاصات، وأوضح أن الحكومة الإسرائيلية كانت تعرف أن المستوطنين الثلاثة في عداد القتلى، لكنها أرسلت شرطتها وأجهزتها الأمنية لتشنا حملة واسعة من المداهمات والاعتقالات بالضفة الغربية بحثا عنهم وكأنهم أحياء.

## الخط الزمني
في الساعة 6:30 مساء يوم 11 يونيو كان قد توجه الشبان الثلاثة نحو مستوطنة غوش عتصيون شمال الخليل، والمستوطنيين الثلاثة هم إيال يفراح وعمره 19 عاما، من سكان بلدة إلعاد والتي يسكنها اليهود المتشددين والثاني هو غيلعاد شاعر 16 عاماً من مستوطنة طلمون (بالعبرية: טלמון) غربي رام الله، والثالث هو نفتالي فرينكيل 16 عاما من نوف أيالون القريبة من الرملة وهو يحمل الجنسية الأمريكية والإسرائيلية.. وقد فقد أثرهم بعد الساعة 10 مساء نفس اليوم، وقد شوهدوا آخر مرة عند محطة لاستيقاف على مفرق مستوطنة ألون شفوت. أحد المفقودين تمكن من الاتصال بالشرطة الإسرائيلية قبل أن يصبح في عداد المفقودين،حيث استمرت المكالمة 02:09 دقائق وتعقب الجيش تلك الدعوة بعد 7 ساعات إلى منطقة سنجر الواقعة بين الخليل ودورا
الشرطة الإسرائيلية كانت قد أرسلت دورية بعد ساعة من تلقيها البلاغ ولكن تأخرت لساعات عدة قبل إبلاغ الجيش والشاباك، في الساعة 11 صباحاً من يوم الجمعة، أصدر الجيش نداء بالتأهب وأعلن أن هناك اختطاف قد حصل وأن السيارة التي كان يستقلها الشبان هي من نوع هيونداي آي 35 وهي تحمل لوحة ترخيص إسرائيلية، وقد أشعلت النيران بها في ليلة 12 يونيو وعثرت عليها الشرطة الفلسطينية بالقرب من دورا جنوب الخليل ، ونشأت في المقابل تحليلات بأن السيارة التي أحرقت كانت من أجل التمويه على العملية.
الجيش الإسرائيلي أعقب ذلك بإغلاق محافظة الخليل وبدأ بحملة عسكرية على المدينة وعلى بلدتها وأطلق على العملية تسمية «عودة الأخوة» ومنع عمال المحافظة من دخول إسرائيل وكذلك من عبور معبر الكرامة وأغلق مداخل المدينة وقراها بمكعبات إسمنتية
بلدات جنوب محافظة الخليل وكذلك مدينة الخليل نفسها كانت محور التحقيقات مع تواجد عدد كبير من قوات الجيش والشرطة والقوات الخاصة حيث جابت العديد من البلدات، بما في ذلك حلحول، دورا، يطا ،السموع ، ترقوميا، بيت كاحل ، تفوح، فيما اعتقل الجيش خلال يومي يومي 14 و15 حزيران نحو 80 فلسطينيا، من بينهم قيادات في حركة حماس ويشتبه في أن يكون لهم صلة بعملية الاختطاف. الاعتقالات طالت قادة سياسيين ورجال دين، وأساتذة جامعات ونشطاء من حركتي حماس والجهاد الإسلامي في الضفة الغربية.

## حملة عسكرية

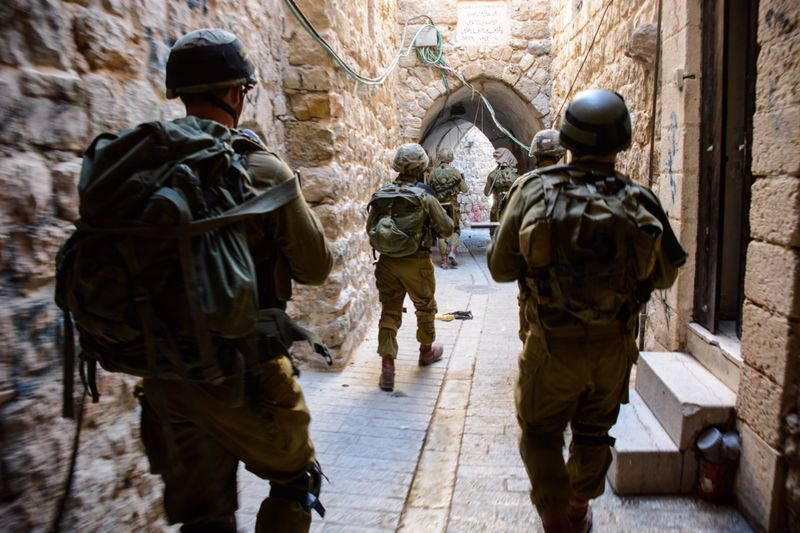
مجموعة جنود من لواء ناحال بالجيش الإسرائيلي في الخليل

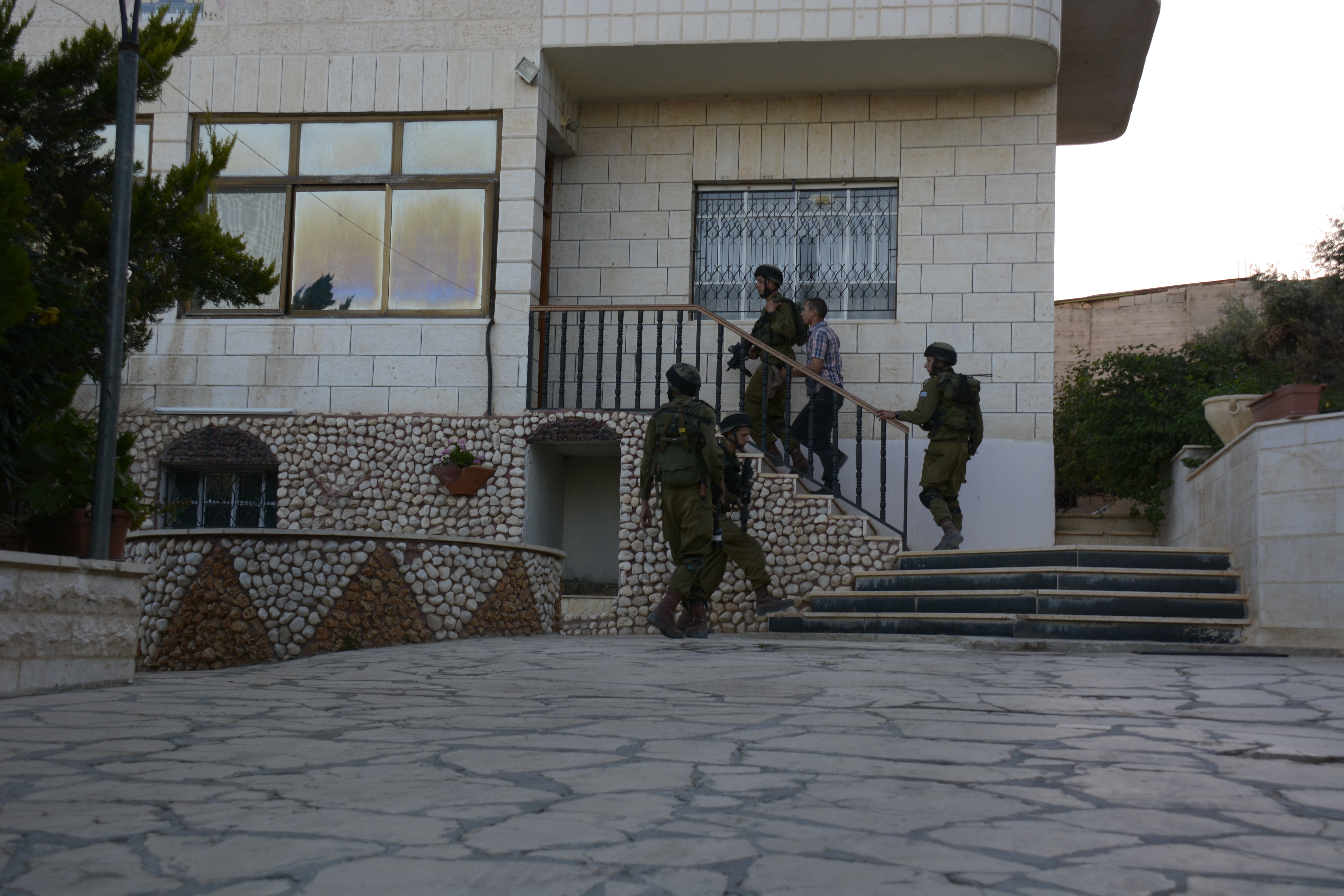
مجموعة جنود تقوم بتفتيش أحد البيوت بحثاً عن المستوطنين

### إغلاق محافظة الخليل
عقب اختفاء المستوطنين بدأت إسرائيل في إجراءات للحيلولة من تمكن نقل المخطوفين إلى قطاع غزة أو سيناء، فقد أغلقت مداخل محافظة الخليل بالمكعبات الاسمنتية كمدخل الخليل الشمالي ومدخل مخيم الفوار جنوب الخليل وكذلك الطريق بين بيت كاحل والخليل ، فيما نصب الجيش عشرات الحواجز العسكرية على الطرق المؤدية إلى مدينة الخليل من ناحية بلدات حلحول وسعير ودورا وطريق مخيم الفوار.

### اعتقالات واسعة
خلال الثلاثة أيام الأولى من فقدان المستوطنين الثلاثة شن الجيش حملة اعتقالات واسعة طالت أكثر من 200 مواطن من الضفة الغربية بينهم نواب وقادة في حماس كحسن يوسف وعزيز الدويك، وفي اليوم السادس على اختفاء الشبان اعتقل الجيش قرابة 65 فلسطينياً في الضفة الغربية، بينهم 51 معتقلاً تم الإفراج عنهم في إطار صفقة شاليط. وبعد مضي أسبوع على اختفاء الشبان كانت إسرائيل قد اعتقلت أكثر من 320 فلسطيني

### إعادة احتلال
بعض مضي إسبوع على اختفاء الشبان كان الجيش الإسرائيلي قد اقتحم معظم مدن الضفة الغربية كمدينتي رام الله والبيرة وبلدة الرام في محافظة القدس ومدينة نابلس ومخيم بلاطة ومدينة ومخيم جنين  وقلقيلية وبيت لحم وبيت جالا، وهي أكبر عملية إعادة انتشار منذ عملية الدرع الواقي واحتلال الضفة عام 2002 خلال الانتفاضة الثانية 

## ردود فعل
بدأ الجيش الإسرائيلي حملة عبر وسائل الاعلام الاجتماعية والدعوة لعودة المخطوفين تحت هاشتاج #BringBackOurBoys وهو على غرار الهاشتاج #BringBackOurGirls الذي يطالب بعودة الفتيات المخطوفات في نيجيريا، وقد شن مؤيدو القضية الفلسطينية حملة مضادة عبر نفس الهاشتاج للمطالبة بعودة الأسرى الفلسطيينيين في 15 حزيران/يونيو تجمع نحو 25,000 يهودي للصلاة عند الحائط الغربي من أجل الإفراج عن المخطوفين.
النشطاء الفلسطينيين دعو أصحاب المتاجر ورجال الأعمال الفلسطينيين في مدينة الخليل، وعبر الفيسبوك وتويتر وغيرها من وسائل الاعلام الاجتماعية، لتدمير أي صور التقطتها كاميرات المراقبة التي يمكن أن تستخدمها إسرائيل للمساعدة في تحديد المخطوفين. وصادر نشطاء حركة فتح في الخليل أيضاً الكاميرات الأمنية من أجل إحباط عملية البحث.
فقدان المستوطنين جاء في فترة يخوض فيها مئات الأسرى الفلسطينيين إضراباً مفتوحاً عن الطعام احتجاجاً على الممارسات الإسرائيلية من احتجازهم دون تهمة لفترات من ستة أشهر وأطول، وكثير من الفلسطينيين يؤيدون خطف الإسرائيليين كورقة مساومة من أجل العدالة وقد كانت صفقة جلعاد شاليط وتبادل الأسرى في عام 2011 سابقة لعودة السجناء الفلسطينيين مقابل عودة المخطوفين الإسرائيليين. وفي قطاع غزة، احتفلت عائلات الفلسطينيين المسجونين من جانب إسرائيل ووزعوا الحلوى على المارة.

## العثور على المستوطنين
حسب موقع واللا العبري فإن زوج من النظارات تعود لاحد المستوطنين المخطوفين عثر عليها في خربة أرنبة قرب حلحول هي من قادت إلى مكان المستوطنين الثلاثة وهو بئر داخل مغارة في نفس المنطقة، ففي عصر يوم الإثنين 30 يونيو/حزيران تمكن أحد المتطوعين المدنيين الإسرائيليين من العثور على طرف الخيط الذي مكن الجيش والاستخبارات من الوصول للجثث، وحسب التقديرات الإسرائيلية فإن المستوطنين الثلاثة قتلوا فور صعودهم للمركبة التي تم اختطافهم بها.

## ما بعد العثور على الجثث

### حملة انتقامية
عقب العثور على الجثث انطلقت مسيرات للمستوطنين تطالب بالرد والانتقام وهوجمت المركبات الفلسطينية بالحجارة من قبل مستوطنين غرب بيت لحم، في يوم 2 تموز/يوليو اختطف الطفل محمد حسين أبو خضير من قبل مستوطنين في شعفاط وقتل حرقاً وعثر على جثته قرب أحراش دير ياسين، عقب الترويج للانتقام من قبل الحكومة الإسرائيلية وجماعات يهودية متطرفة تحت شعار «الانتقام بالدم» 